# Baldwin-Westinghouse 1-B+B-1
A locomotiva Baldwin-Westinghouse 1-B+B-1 foi um tipo de Locomotiva Elétrica construída pelas empresa Baldwin Locomotive Works (componentes mecânicos) e Westinghouse Electric Corporation (componentes elétricos) comprada pela Companhia Paulista de Estradas de Ferro em 1921 (duas unidades) e 1925 (uma unidade).
Fez parte do primeiro grupo de locomotivas elétricas encomendadas pela Paulista no início da operação do sistema eletrificado. Inicialmente foram encomendadas 16 locomotivas elétricas, sendo 12 fabricadas pela GE (8 carga e 4 passageiro) e 4 pela Baldwin-Westinghouse (2 carga e 2 passageiro).
Foi comprada junto a Baldwin-Westinghouse em 1925 mais uma locomotiva do mesmo modelo.
Sua numeração inicial seguiu o padrão da Paulista de adotar número seqüenciais em função da entrada em operação de nova locomotivas (212-213 e 216), posteriormente foram renumeradas (310 a 312). Quando da criação da Fepasa foram novamente renumeradas (6311 a 6313).
Inicialmente as locomotivas Baldwin-Westinghouse 1-B+B-1 foram encomendadas para transporte de passageiros, mas em 1968 eram classificadas como de uso misto (carga e passageiro). As locmotivas foram baixadas e vendidas em leilões de sucata entre 1977 e 1983 e não constavam da lista de locomotivas operacionais em 1992. 
| Numeração (FEPASA) | Entrada em serviço | Destino                                                                                   | Observações                                            |
| ------------------ | ------------------ | ----------------------------------------------------------------------------------------- | ------------------------------------------------------ |
| 6311               | 1922               | Baixada e vendida como sucata em leilão realizado no Pátio Jundiaí, 2 de abril de 1977    | Ex 212 (1ª Numeração CPEF)/ Ex 310 (2ª Numeração CPEF) |
| 6312               | 1922               | Baixada e vendida como sucata em leilão realizado no Pátio Jundiaí, 10 de outubro de 1983 | Ex 213 (1ª Numeração CPEF)/ Ex 311 (2ª Numeração CPEF) |
| 6313               | 1927               | Baixada e vendida como sucata em leilão realizado no Pátio Jundiaí, 10 de outubro de 1983 | Ex 216 (1ª Numeração CPEF)/ Ex 312 (2ª Numeração CPEF) |